# Алазейське плоскогір'я
Алазе́йське плоскогі́р'я (рос. Алазейское плоскогорье) — плоскогір'я в Якутії, на вододілі річок Індігірки, з одного боку, Колими й Алазеї — з другого.
Пересічна висоті 200—400 м. Над хвилястою поверхнею підносяться окремі плоскі кристалічні масиви висота 400—800 м. Алазейське плоскогір'я складене осадовими породами з масивами гранітів і сієнітів. До висота 450 м — модринова тайга, вище — тундрова рослинність.